# Josef Markwart
Josef Markwart (Reichenbach am Heuberg, 1864 – Berlino, 1920) è stato un orientalista tedesco.
Insegnante di filologia armenica all'università di Berlino, si occupò di geografia storica del vicino oriente e di turcologia. Il suo più celebre allievo fu l'orientalista italiano Giuseppe Messina.